# 牧口昌代
牧口 昌代（まきぐち まさよ、1966年10月8日 - ）は、日本の元女優。埼玉県熊谷市 出身。身長161cm。本名同じ。

## 来歴・人物
4人姉妹の第二子。4歳で劇団日本児童に入団、テレビドラマ『熱中時代』（日本テレビ）でテレビドラマデビュー。日本芸術専門学校 演劇高等課程 卒業。
主に、テレビドラマなどで活躍。歌手としてレコードも2枚発売した。
特技は手話。両親が聴覚障害者であったことから、子供の頃から手話で会話してきたことからである。

## 主な出演作品

### 映画
- 夜明けのランナー（1983年、東宝） - 津坂早苗 役
- 高原に列車が走った（1984年、東映） - 木内ナツ子 役
- 月の夜 星の朝（1984年、東宝） - 小鹿まゆみ 役

### テレビドラマ
- 騎馬奉行 第26話「新しき旅立ち」（1980年3月25日、関西テレビ）
- ライオン奥様劇場「新・子育てごっこ」（1981年、フジテレビ）
- Gメン'75 （TBS）
  - 第327話「マイホーム親と子の殺し合い事件」（1981年） - 森村ゆみ 役
  - 第334話「茶碗にテープを貼る変な泥棒」（1981年）−中村・姉 みっちゃん
- 西部警察 第124話「-木暮課長- 不死鳥の如く・今」（1982年4月4日、テレビ朝日/石原プロ） - 広田祥子 役
- オレ達全員奈津子の子（1982年、日本テレビ）- 紀子 役
- 月曜ワイド劇場 （テレビ朝日）
  - 「婚約・北の国から来た花嫁」（1983年1月10日）
  - 「気になる隣の新家族」（1986年）
- 若草学園物語（1983年、日本テレビ）- 栄子 役
- 外科医 城戸修平 第1話「心のメスで切れ!」（1983年、TBS）
- 大江戸捜査網 第491話「父が叫ぶ! 非行娘爆走絵図」（1983年、テレビ東京） - さわ 役
- 月曜ドラマランド （フジテレビ）
  - 「乙女学園男子部」（1983年）
  - 「乙女学園すみれ寮」（1984年）
  - 「三代目はおニャン子お嬢様!? 花吹雪893組」（1986年）
- 事件記者チャボ! 第3話「その時チャボはラブホテル…」（1983年、日本テレビ）
- 新・大江戸捜査網 第23話「色街 おんな怨み歌」（1984年、テレビ東京） - 美保代 役
- 私鉄沿線97分署 第24話「オレの出番だ! ロマンスだ!!」（1985年4月14日、テレビ朝日）
- スケバン刑事 第4話「白い炎に地獄を見た!」（1985年、フジテレビ） - 早坂奈々美 役
- 東芝 日曜劇場 第1482話「頼りませんよ」（1985年、TBS）
- 別れの時 第11話「浮気を十倍楽しむ方法」（1985年、毎日放送）
- いのち（1986年、NHK） - 夏子 役
- 長七郎江戸日記 （日本テレビ）
  - 第1シリーズ 第92話「望郷子守唄」（1986年）
  - 第2シリーズ 第36話「友吉、愛に死す」（1988年） - おきく 役
- 金曜女のドラマスペシャル「おふくろシリーズ2・おふくろ殿」（1986年、フジテレビ） - 良子 役
- 京都かるがも病院 第3話「あの女を救けたい」（1986年、テレビ朝日）
- ドラマ女の手記「手さぐりの旅路」（1986年、テレビ東京）
- 水曜ドラマスペシャル（TBS）「袋小路の女」（1987年2月18日、ユニオン映画） - 木島典子 役
- 銭形平次 第3話「人情、迷子札」（1987年、日本テレビ） - お北 役
- 傑作時代劇「かあちゃん 男女六人、一軒長屋の肝っ玉母賛歌!」（1987年、テレビ朝日） - おさん 役
- 若大将天下ご免! 第38話「懲りない親父のそら涙」（1987年、テレビ朝日） - 小雪 役
- 暴れん坊将軍III 第53話「あぶな絵の皿を追え」（1989年、テレビ朝日） - おいね 役

### 舞台
- ママの貯金

## ディスコグラフィー

### シングル
1. 青春のメモリー （1983.10.20）
（c/w）　友だちに贈るメロディー
2. 春がきたら（1984）
（c/w）　ちいさな恋